# 14643 Мората
14643 Мората (14643 Morata) — астероїд головного поясу, відкритий 24 листопада 1998 року.
Тіссеранів параметр щодо Юпітера — 3,463.